# Union du commerce et de l'industrie pour la défense sociale
L'Union du commerce et de l'industrie pour la défense sociale (UCIDS) est une association patronale française, politico-économique, fondée à la fin du XIXe siècle et qui fonctionna jusqu'à la seconde moitié des années 1930.

## Historique

### Fondation en 1897-1898
L'Union a été fondée par des industriels et négociants catholiques, essentiellement parisiens à l'origine. Son premier président fut Ernest Lefebure (1835-1913), fabricant de dentelles installé à la fois à Paris et à Bayeux, membre du conseil d'administration d'une association de patrons catholiques, l'Union fraternelle du commerce et de l'industrie, fondée en 1891 et présidée par Léon Harmel. Son premier vice-président fut Joseph Gardair, négociant en huiles et savons, également membre du conseil d'administration de l'Union fraternelle, lequel se fit le promoteur de la philosophie thomiste. Le petit industriel Jules Briançon, trésorier, également membre du conseil d'administration de l'Union fraternelle, fut le directeur du secteur parisien à partir de 1997. Membre de la fraternité parisienne du Tiers-Ordre franciscain, promu commandeur de l'Ordre de Saint-Grégoire-le-Grand en 1900, il fut également le trésorier des congrès catholiques nationaux de 1897 et 1898 et un soutien des comités Justice-égalité des Augustins Assomptionnistes et du Journal La Croix.
L'UCIDS est fondée fin 1897, dans la perspective des Élections législatives françaises de 1898, en réponse à la formation sous les auspices de Pierre Waldeck-Rousseau d'un Comité national républicain du commerce et de l'industrie. Les fondateurs de l'Union, s'ils partagent avec ceux du comité une hostilité commune au socialisme, reprochent à ces derniers de ne lutter que pour la défense des intérêts matériels des patrons, d'oublier les principes moraux et religieux et de ne pas mettre assez l'accent sur l'apaisement des divisions politico-religieuses. 
Les patrons de l'Union se veulent donc à la fois catholiques et républicains, dans la droite lignée des directives du pape Léon XIII, initiateur du ralliement des catholiques français à la IIIe République. L'Union adhère ainsi à l'éphémère Fédération électorale catholique portée par Étienne Lamy depuis 1897. A la demande de Léon XIII, désireux de neutraliser les catholiques intransigeants, Lamy est chargé de préparer les élections législatives de 1898 et de faire adhérer les militants à un programme acceptant la République. Lefebure participe ainsi au nom de l'Union au congrès catholique national de 1898, aux côtés d'autres groupements composant cette fédération. Toutefois, ce projet échoue du fait de membres intransigeants. En juin 1899, quatre des groupes constituant cette fédération, dont l'Union, décident la dissolution de la fédération.
L'Union traverse une crise en 1901 lorsque Lefebure soutient à l'occasion d'une élection législative partielle à Paris l'agitateur antisémite Max Régis. Même si Lefebure se défend de tout antisémitisme, plusieurs membres dénoncent ce soutien compromettant et démissionnent. Le secrétaire général est alors le journaliste Henri de Maynard (alias H. Sarrazanas), chroniqueur parlementaire du Journal de Roubaix, ancien du Peuple français de l'abbé Théodore Garnier. Il va occuper cette fonction jusqu'aux années 1920.

### Une association liée à la Fédération républicaine
Une nouvelle équipe prend la direction de l'Union en janvier 1902: elle est constituée du banquier Ferdinand Périer comme président, et comme vice-présidents Charpentier, ancien négociant en vins, Gaston Japy, industriel de la métallurgie du Doubs, protestant, Armand Mame (1866-1926), imprimeur et éditeur catholique à Tours, Louis Nicolas, agriculteur en Seine-et-Marne, et Maurice de Vilmorin (de la famille des graines Vilmorin) , qui était membre du comité de l'Union l'année précédente. Le trésorier reste encore un temps, toutefois, Jules Briançon, et Lefebure est encore membre du comité directeur de l'Union en 1909. La plupart de ces hommes soutiennent alors les débuts du syndicalisme jaune qui s'organise sous la direction de Paul Lanoir. Gaston Japy, surtout, appuie Pierre Biétry et sa Fédération nationale des Jaunes de France. 
L'Union s'éloigne de ses racines catholiques pour rejoindre le camp des nationalistes puis celui des républicains progressistes de la Fédération républicaine. L'Union a pu servir de collecteur de fonds pour les candidats de la Ligue de la patrie française en 1902, puis pour ceux de la Fédération républicaine dont elle est très proche et dont plusieurs de ses présidents successifs (l'industriel de Roubaix Eugène Motte - premier président du parti -, Joseph Thierry - président du groupe progressiste de la Chambre des députés en 1905-1906, président de ce parti de 1906 à 1911 -, Paul Beauregard) ont été ses fondateurs et animateurs à partir de 1903. Cette association patronale politisée lance des appels à l'occasion des élections municipales ou législatives contre le programme économique des partis de gauche et pour que commerçants et industriels lui versent des fonds pour son combat politique. Ainsi, au lendemain des élections législatives de 1910, l'Union appelle ses adhérents à constituer un « trésor de guerre » pour les futurs combats électoraux et annonce qu'elle a déjà réuni un groupe d'industriels et de commerçants qui se sont engagés à prélever chaque année sur leur budget une somme destinée à la défense « de leurs convictions et de leurs intérêts ». Elle espère avoir mille souscripteurs versant chacun 250 francs, soit une somme de 250 000 francs par an, et donc 1 million de francs sont attendus en 1914 au total. Dès lors, l'Union apparaît comme le pendant moins puissant du Comité républicain du commerce, de l'industrie et de l'agriculture (comité Mascuraud), lié aux radicaux et fondé après l'UCIDS.
L'Union est aussi un lieu de sociabilité: elle organise des déjeuners mensuels à l'issue desquels un conférencier prend la parole. Parlementaires modérés et élites économiques s'y côtoient. Ils ont lieu avant la guerre au Restaurant Ledoyen, puis dans les salons de l'hôtel Lutetia par la suite. Les conférences sont publiées à partir de 1904 dans un bulletin mensuel. 
À la veille de la Première Guerre mondiale, les dirigeants de l'Union sont Beauregard, président, Gaston Japy, A. Patricot, fabricant de tissus pour ameublement, et Maurice de Vilmorin, vice-présidents, Jules Caussade (négociant commissionnaire à Paris), trésorier, E. Périllat (ancien négociant), trésorier adjoint, André Radius (fabricant d'étoffes pour ameublement à Bohain-en-Vermandois, dans l'Aisne)), secrétaire, et Henri de Maynard, secrétaire général. H. de Maynard a été candidat aux législatives à Commercy dans la Meuse en 1906 (contre un maître de forge accusé d'avoir rallié la gauche, René Grosdidier), et candidat à une élection municipale partielle à Paris en 1911 (avec le soutien de Paul Beauregard), sans succès. L'industriel et député Lucien Dior était l'un des vice-présidents vers 1910, aux côtés de ces personnalités. Plusieurs dirigeants de l'Union appartiennent alors à la Fédération nationale des contribuables contre le projet d'impôt sur le revenu présidée par Jules Roche: Beauregard, vice-président, Dior, Patricot, l'éditeur Bourdel (Plon), Lefebure, membres du conseil général de cette fédération.
L'UCIDS est présidée après la guerre par le député Louis Dubois, membre du comité directeur de la Fédération républicaine. Sont vice-présidents les sénateurs Frédéric François-Marsal, brièvement président de l'Union en remplacement de Dubois nommé ministre du commerce, et Gaston Japy, Armand Mame et A. Patricot. Ce dernier est remplacé en 1922 à son décès par Georges Pascalis, ancien président de l'Union des industries chimiques (1904-1909 et 1912-1919) et ancien président de la Chambre de commerce de Paris (1919-22), censeur de la banque de France depuis 1919 et administrateur de sociétés (Compagnie des chemins de fer du Nord, Crédit foncier, compagnies d'assurances). Pascalis, membre de la Fédération républicaine, intègre le conseil directeur de ce parti en décembre 1924 et celui de la Ligue républicaine nationale en 1924-25. Le reste du bureau est inchangé: Caussade reste trésorier, André Radius, secrétaire, Henri de Maynard secrétaire général . Aymé Guerrin est par la suite secrétaire général et il s'occupe d'un bulletin bimensuel de l'Union, La Documentation nationale, à partir de 1927. Eugène Motte préside un déjeuner de l'Union en 1924. L'Union des intérêts économiques a pris le relais de l'UCIDS en ce qui concerne le financement des candidats de la Fédération républicaine.
En juin 1933, Claude-Joseph Gignoux, ancien député, remplace Dubois comme président. Ce directeur du quotidien lié aux milieux d'affaires La Journée industrielle n'est pas membre de la Fédération républicaine : il est en effet membre du comité directeur de l'Alliance démocratique.

## Présidents
| Portrait                                           | Identité                               | Période   | Période      | Durée         |
| Portrait                                           | Identité                               | Début     | Fin          | Durée         |
| -------------------------------------------------- | -------------------------------------- | --------- | ------------ | ------------- |
| Eugène Motte                                       | Eugène Motte (1860 - 1932)             | juin 1903 | 1904         | 1 an          |
| Joseph Thierry dans Le Matin du 24 septembre 1918. | Joseph Thierry (1857 - 1918)           | 1904      | 1907         | 3 ans         |
| Paul Beauregard                                    | Paul Beauregard (1853 - 1919)          | 1907      | 24 mars 1919 | 12 ans        |
| Frédéric François-Marsal                           | Frédéric François-Marsal (1874 - 1958) | 1919      | 1920         | 1 an          |
| Louis Dubois                                       | Louis Dubois (1859 - 1946)             | 1919      | 1919         | moins d’un an |
| Louis Dubois                                       | Louis Dubois (1859 - 1946)             | 1920      | 1933         | 13 ans        |
| Claude-Joseph Gignoux                              | Claude-Joseph Gignoux (1890 - 1966)    | juin 1933 | 1936         | 3 ans         |

- Ernest Lefebure (1835-1913), fabricant de dentelles, 1898-1902
- Ferdinand Périer (1847-1921), banquier parisien (Banque Périer et Cie)[39], 1902-1903
- Eugène Motte, industriel et député, 1903-1904
- Joseph Thierry, député, 1904-1907
- Paul Beauregard, député, 1907-1919
- Louis Dubois, député, 1919
- Frédéric François-Marsal, 1919-1920
- Louis Dubois, député, 1920-1933
- Claude-Joseph Gignoux, directeur de journal, ancien député, 1933-1936